# باشگاه فوتبال نیومارکت تاون

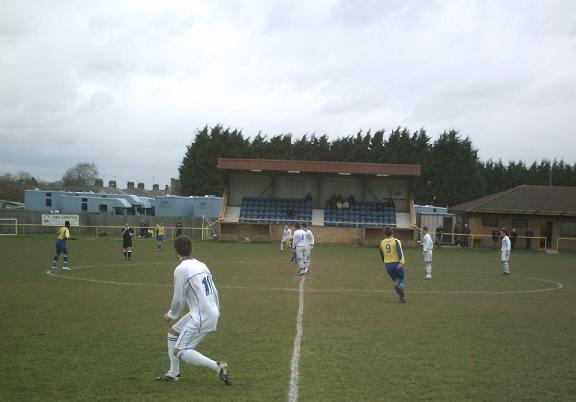
نیومارکت تاون، ۲۰۰۸.

باشگاه فوتبال نیومارکت تاون (به انگلیسی: Newmarket Town Football Club) یک باشگاه فوتبال در شهر نیومارکت، سوفاک، کشور انگلستان است که در سال ۱۸۷۷ میلادی تأسیس شده‌است.